# Milind Murli Deora
Milind Murli Deora, né le 4 décembre 1976, est un homme politique indien.